# 경기과기대로
경기과기대로(Gyeonggigwagidae-ro)는 경기도 시흥시 정왕동에 있는 시흥시도로, 총 연장은 3.045 km이다. 도로의 명칭이 유래된 것은 경기과학기술대학교를 지나는 도로이기 때문이다.

## 역사
- 2012년 1월 26일 : 도로명으로 경기과기대로를 고시

## 주요 경유지
- 시흥시
  - 정왕1동

## 접촉하는 도로
- 직결 : 정왕대로266번길[1], 엠티브이24로
- 교차 : 옥구공원로, 산기대학로, 공단1대로, 소망공원로, 경제로, 공단2대로, 공단3대로

## 주요 건물 및 시설
- 우리철강레이저 (경기과기대로 2/정왕동 2206-1)
- 테스코 (경기과기대로 11/정왕동 2187-10)
- 대덕종합기계 (경기과기대로 18/정왕동 2188-1)
- 엠쏘 (경기과기대로 23/정왕동 2186-7)
- 대한도장플랜트 (경기과기대로 33/정왕동 2185-10)
- 천일 (경기과기대로 36/정왕동 2190-1)
- 중강싱스텐레스 (경기과기대로 39/정왕동 2185-9)
- 두영산업 (경기과기대로 45/정왕동 2184-5)
- 신우메탈코리아 (경기과기대로 49/정왕동 2184-4)
- 성신공업 (경기과기대로 61/정왕동 2096-5)
- 아폴로산업 (경기과기대로 64/정왕동 2099-1)
- 풍성아이엔디 (경기과기대로 73/정왕동 2097-9)
- 선진금속 (경기과기대로 79/정왕동 2097-8)
- 대광기업사 (경기과기대로 83/정왕동 1373-7)
- 성창기업 (경기과기대로 84/정왕동 1380-17)
- DS INC (경기과기대로 90/정왕동 1380)
- 동안산기 (경기과기대로 95/정왕동 1374-5)
- 신화정밀 (경기과기대로 96/정왕동 1379-16)
- 제이엔피 (경기과기대로 101/정왕동 1374-4)
- 동신철강 (경기과기대로 110/정왕동 1378-15)
- 유봉철강 (경기과기대로 121/정왕동 1376-10)
- 여천종합철강 (경기과기대로 130/정왕동 1377)
- 현대철재 (경기과기대로 133/정왕동 1272-7)
- SMC (경기과기대로 134/정왕동 1285-12)
- 한성공업 (경기과기대로 145/정왕동 1273-3)
- 화일정공 (경기과기대로 146/정왕동 1284-10)
- 대호기어 (경기과기대로 152/정왕동 1284-11)
- 제일철강 (경기과기대로 170/정왕동 1283)
- 블리스팩 (경기과기대로 171/정왕동 1274-4)
- 원진엔지니어링 (경기과기대로 174/정왕동 1282-11)
- 오토씨에프티 (경기과기대로 181/정왕동 1275-6)
- 디엔티 (경기과기대로 182/정왕동 1282)
- 세기 (경기과기대로 227/정왕동 1277-4)
- 서은에프에이 (경기과기대로 228/정왕동 1280-11)
- 서진하이테크 (경기과기대로 233/정왕동 1277-12)
- 신명산업 (경기과기대로 234/정왕동 1280)
- 창전사 (경기과기대로 246/정왕동 1279-9)
- 협동산업 (경기과기대로 249/정왕동 1278-3)
- 동서기공 (경기과기대로 252/정왕동 1279)
- 캡쎈 (경기과기대로 257/정왕동 1278-13)
- 경기과학기술대학교 (경기과기대로 270/정왕동 2122-1)